# Rainer Wochele

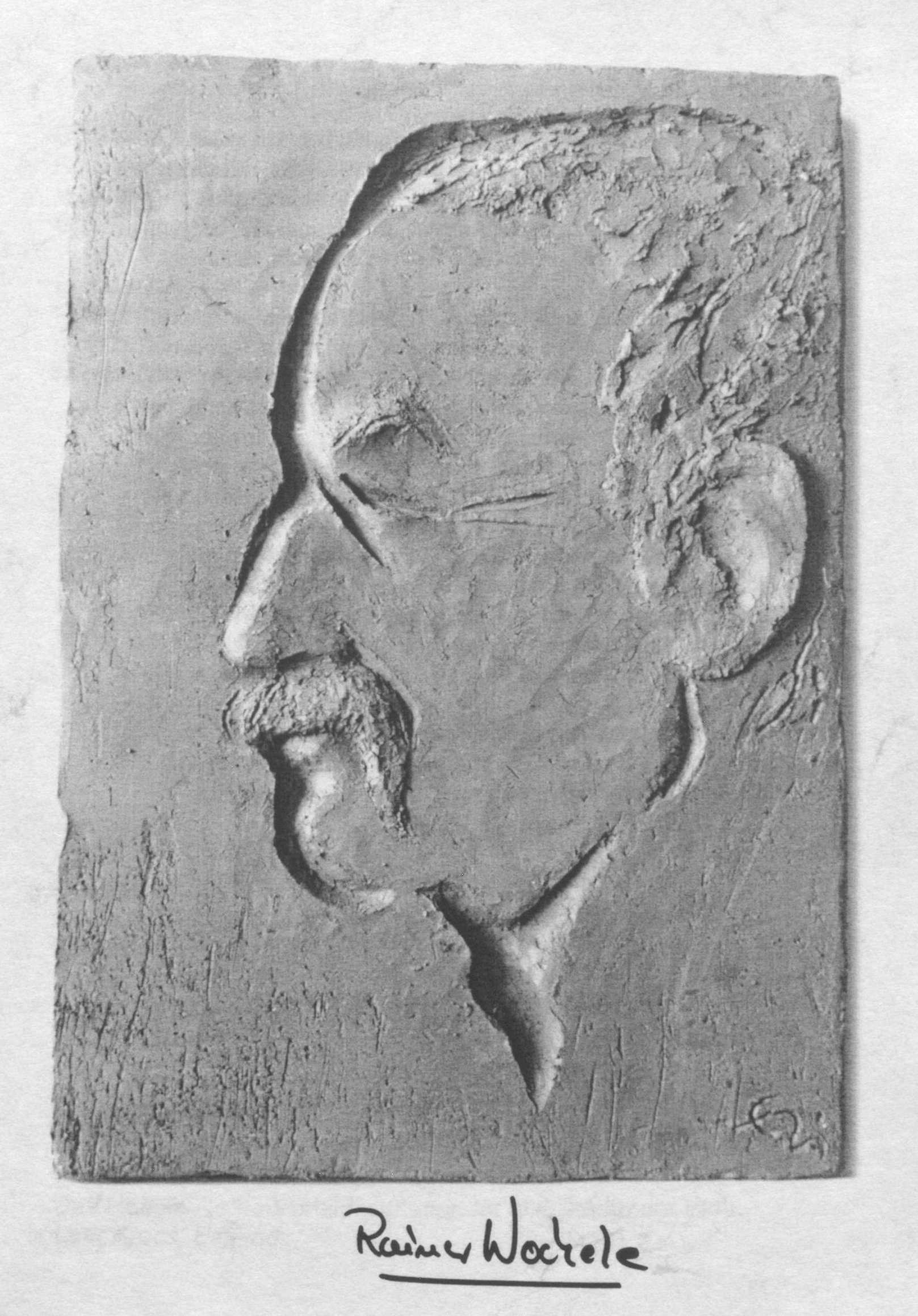
Porträtrelief Rainer Wochele von Eva Zippel, Terrakotta, 2000, von ihm signiert

Rainer Wochele (* 25. August 1943 in Brünn) ist ein deutscher Schriftsteller.

## Leben
Rainer Wochele wuchs in Bayern auf. Er absolvierte ein Studium der Theaterwissenschaft, Philosophie und Psychologie an der Universität Köln. Von 1969 bis 1981 gehörte er der Redaktion der „Stuttgarter Zeitung“ an. Seit 1982 lebt er als freier Schriftsteller in Stuttgart.
Rainer Wochele ist Verfasser von Romanen, Erzählungen, Gedichten und Theaterstücken.
Rainer Wochele ist Mitglied des Verbands Deutscher Schriftsteller, des PEN-Zentrums Deutschland und seit 2008 der Schriftstellervereinigung „Die Kogge“. Er erhielt u. a. 1983 ein Stipendium der Kunststiftung Baden-Württemberg, 1984 den Thaddäus-Troll-Preis sowie 2001 das Stadtschreiberamt der Stadt Rottweil.

## Werke
- Absprung, Recklinghausen 1979
- Heißhunger, Baden-Baden 1982
- Schrittwechsel, Baden-Baden 1983
- Das war Hörbie Hoffmann, München 1987
- Schwarzwaldkrokodile, Würzburg 1988
- Kopfhörer, Wuppertal 1997
- Das Mädchen, der Minister, das Wildschwein, Tübingen: Klöpfer & Meyer 2001
- Der Flieger, Tübingen: Klöpfer & Meyer 2004
- Der General und der Clown, Tübingen: Klöpfer & Meyer 2008
- Sand und Seide, Tübingen: Klöpfer & Meyer 2012
- Der Katzenkönig, Tübingen: Klöpfer & Meyer 2015
- An der Raststätte, Tübingen: Klöpfer, narr 2019

### Lyrikstationen
Zur Internationalen Gartenbauausstellung 1993 (IGA '93) in Stuttgart wurde der regionale Wettbewerb „Die IGA und das Wort“ ausgeschrieben, zu dem einheimische Schriftsteller Wortbeiträge einreichen konnten. Auch Rainer Wochele beteiligte sich mit zwei Gedichten, die an kleineren Verweilplätzen, sogenannten Lyrikstationen graphisch-bildnerisch auf dem Wartberg umgesetzt wurden.

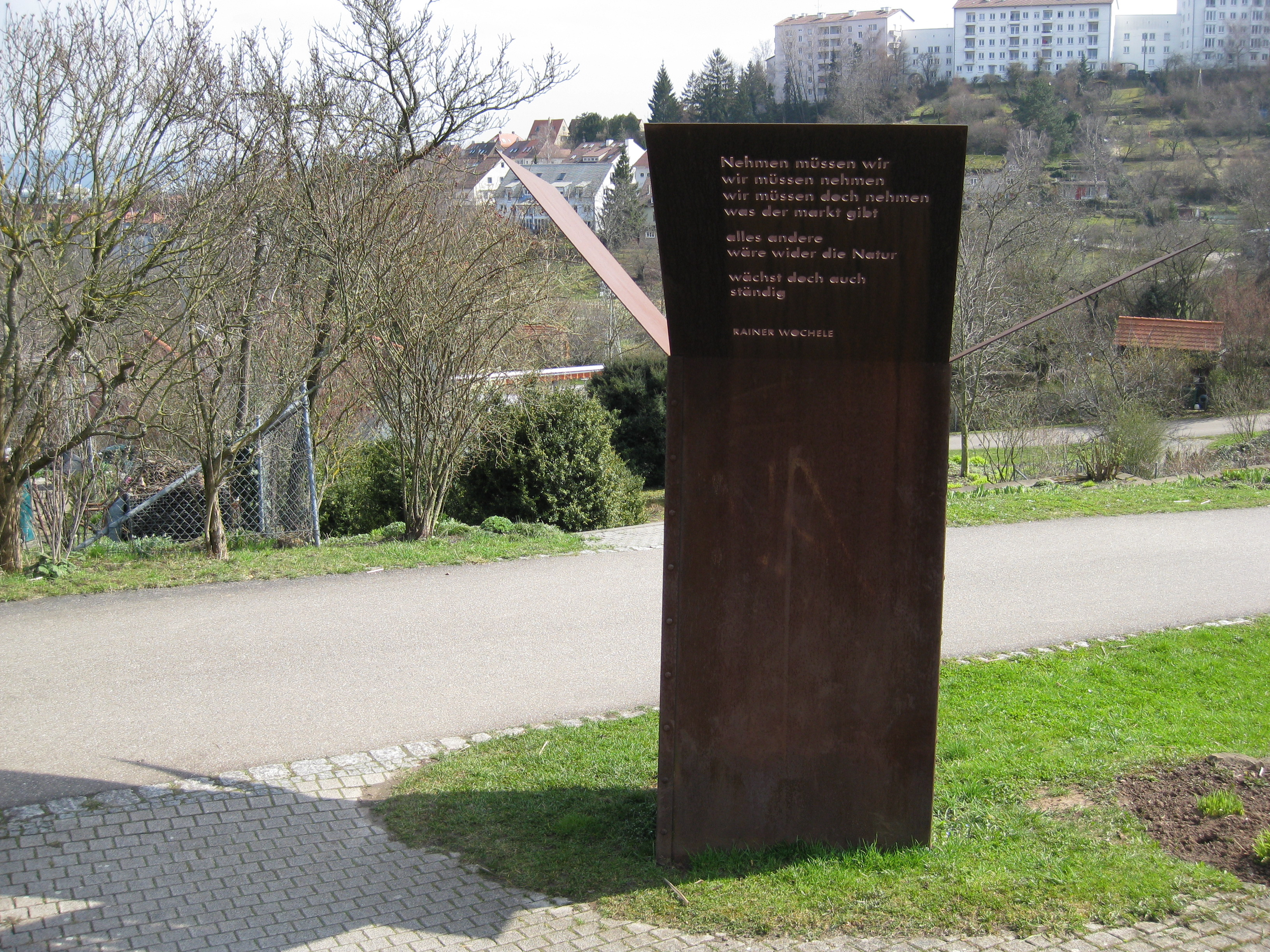
Lyrikstation Nehmen müssen wir.
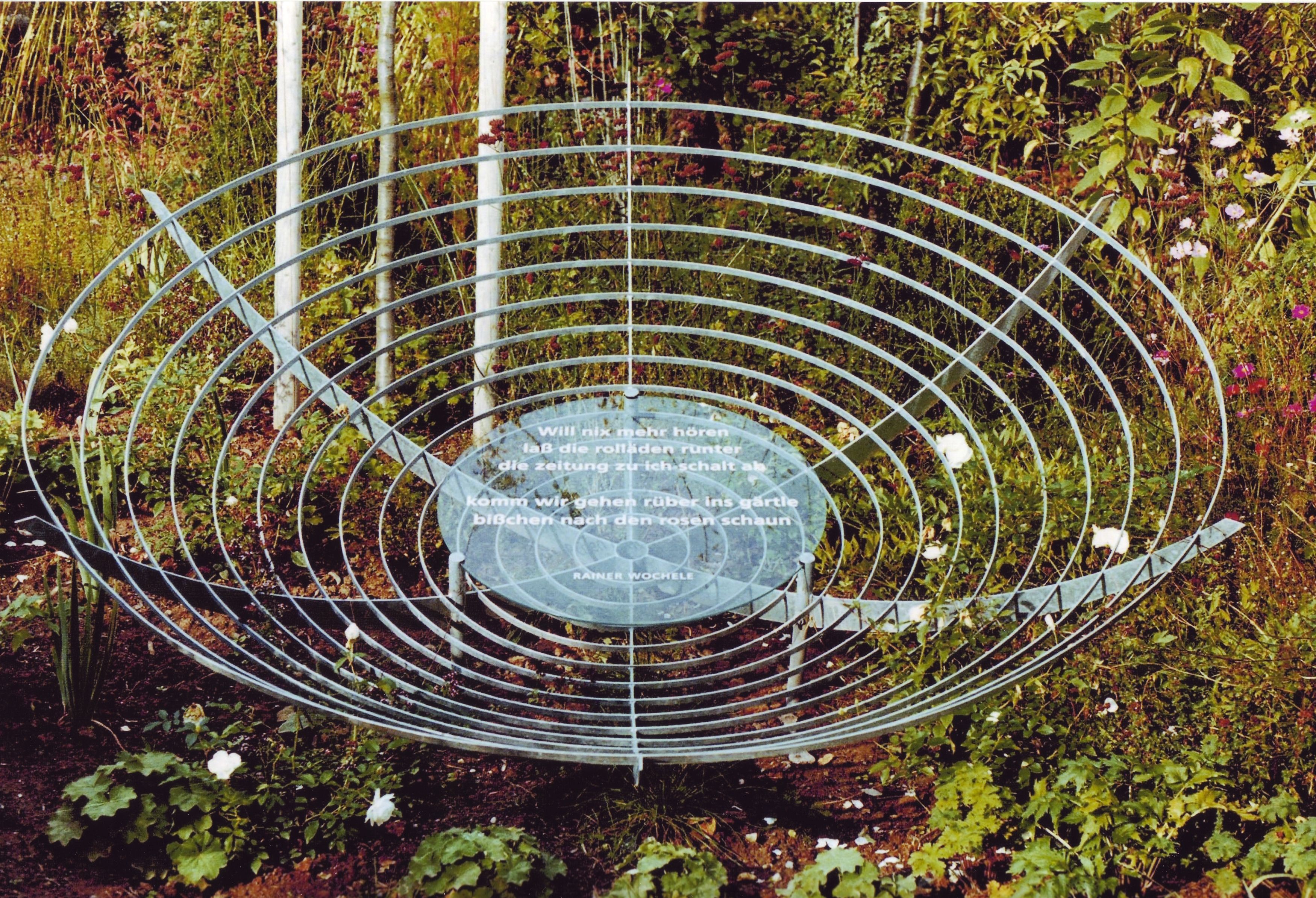
Lyrikstation Will nix mehr hören.